# Paul Viiding
Paul Viiding (Valga, 22 de maig de 1904 - Tallinn,  22 de juny de 1962) fou un poeta estonià.
Paul Viiding es va graduar en matemàtiques a la Universitat de Tartu el 1930. Inicialment va treballar per a la companyia d'assegurances Oma abans de convertir-se en escriptor independent a Tartu. A finals de la dècada de 1930 va treballar per a la Corporació de Radiodifusió d'Estònia a Tallinn.
Després de l'ocupació soviètica d'Estònia, Viiding va ser secretari de la Unió d'Escriptors de l'RSS d'Estònia. Tanmateix, aviat va perdre el favor dels nous governants i va haver de treballar com a llibreter. A partir del 1953, però, va poder tornar a treballar com a escriptor i va ser readmès a l'Associació d'Escriptors el 1956.
Viiding es va casar amb la traductora Linda Viiding (de soltera, Linda Laarman); el seu fill, Juhan Viiding, fou també un poeta reconegut, i la seva filla, Mari Tarand (1941-2020), periodista radiofònica. La poetessa Elo Viiding (*1974) és filla de Juhan Viiding i, per tant, néta de Paul Viiding.
La carrera literària de Viiding va començar a la dècada del 1930. El 1938 va ser un dels cofundadors del moviment literari Arbujad. Va publicar nombroses novel·les, poemes i una novel·la. Viiding també és conegut com a traductor del rus (Nikolai Gógol, Aleksandr Radísxev, Maksim Gorki) i de l'alemany (Friedrich von Schiller).